# Steffen Hagen
Steffen Hagen (Kristiansand, 8 marzo 1986) è un calciatore norvegese, difensore dell'Odd e della Nazionale norvegese.

## Carriera

### Club

#### Vigør e Mandalskameratene
Hagen ha iniziato la carriera con la maglia del Vigør. È passato in seguito al Mandalskameratene, squadra per cui ha potuto esordire nella 1. divisjon in data 31 maggio 2004: è subentrato infatti a Stein Ove Abrahamsen nella sconfitta per 4-0 in casa del Pors Grenland. Il 24 aprile 2005 ha segnato la prima rete in 1. divisjon per il Mandalskameratene, contribuendo al successo casalingo per 3-0 sul Kongsvinger.

#### Odd
Il 18 novembre 2005 è stato ufficializzato il suo passaggio all'Odd Grenland. Ha potuto così debuttare nell'Eliteserien in data 9 aprile 2006, nel pareggio a reti inviolate in casa del Vålerenga. Al termine dell'Eliteserien 2007, però, la sua squadra è retrocessa in 1. divisjon. In questa divisione, Hagen ha segnato la prima rete in campionato per l'Odd Grenland, consentendo alla squadra di ottenere il pareggio per 3-3 sul campo del Moss. A fine anno, il club è tornato nella massima divisione norvegese.
Il 25 ottobre 2009 è andato in rete nell'Eliteserien per la prima volta in carriera, nel successo per 4-1 sul Lyn. Il 17 ottobre 2014, il suo nome è stato inserito tra i candidati per la vittoria del premio Kniksen per il miglior difensore del campionato. L'11 settembre 2015 ha rinnovato il contratto che lo legava al club fino al 31 dicembre 2019.

### Nazionale
Ha giocato nelle nazionali giovanili norvegesi Under-17 ed Under-18.
Hagen ha giocato 20 partite per la Norvegia under 21. La prima di queste presenze è stata data 7 giugno 2005: è subentrato a Kristian Flittie Onstad nella sconfitta in amichevole per 2-1 contro la Svezia under 21.
Il 23 novembre 2011 è arrivata la prima convocazione per la Nazionale maggiore, in vista della King's Cup in Thailandia, da disputarsi a gennaio 2012. Il 18 gennaio 2012 ha debuttato allora in squadra, quando è stato titolare nel successo per 0-1 sulla selezione thailandese.

## Statistiche

### Presenze e reti nei club
Statistiche aggiornate al 27 dicembre 2017.
| Stagione                 | Club                     | Campionato               | Campionato | Campionato | Coppe nazionali | Coppe nazionali | Coppe nazionali | Coppe continentali | Coppe continentali | Coppe continentali | Supercoppe | Supercoppe | Supercoppe | Totale | Totale |
| Stagione                 | Club                     | Comp                     | Pres       | Reti       | Comp            | Pres            | Reti            | Comp               | Pres               | Reti               | Comp       | Pres       | Reti       | Pres   | Reti   |
| ------------------------ | ------------------------ | ------------------------ | ---------- | ---------- | --------------- | --------------- | --------------- | ------------------ | ------------------ | ------------------ | ---------- | ---------- | ---------- | ------ | ------ |
| 2001                     | Vigør                    | ?                        | ?          | ?          | CN              | ?               | ?               | -                  | -                  | -                  | -          | -          | -          | ?      | ?      |
| 2002                     | Vigør                    | ?                        | ?          | ?          | CN              | ?               | ?               | -                  | -                  | -                  | -          | -          | -          | ?      | ?      |
| Totale Vigør             | Totale Vigør             | Totale Vigør             | ?          | ?          |                 | ?               | ?               |                    | -                  | -                  |            | -          | -          | ?      | ?      |
| 2003                     | Mandalskameratene        | 1D                       | ?          | ?          | CN              | ?               | ?               | -                  | -                  | -                  | -          | -          | -          | ?      | ?      |
| 2004                     | Mandalskameratene        | 1D                       | 12         | 0          | CN              | ?               | ?               | -                  | -                  | -                  | -          | -          | -          | 12+    | 0+     |
| 2005                     | Mandalskameratene        | 1D                       | 25         | 4          | CN              | ?               | ?               | -                  | -                  | -                  | -          | -          | -          | 25+    | 4+     |
| Totale Mandalskameratene | Totale Mandalskameratene | Totale Mandalskameratene | 37+        | 4+         |                 | ?               | ?               |                    | -                  | -                  |            | -          | -          | ?      | ?      |
| 2006                     | Odd                      | ES                       | 22+2       | 0          | CN              | 1               | 1               | -                  | -                  | -                  | -          | -          | -          | 25     | 1      |
| 2007                     | Odd                      | ES                       | 17+2       | 0          | CN              | 2               | 0               | -                  | -                  | -                  | -          | -          | -          | 21     | 0      |
| 2008                     | Odd                      | 1D                       | 18         | 2          | CN              | 2               | 1               | -                  | -                  | -                  | -          | -          | -          | 20     | 3      |
| 2009                     | Odd                      | ES                       | 30         | 1          | CN              | 5               | 0               | -                  | -                  | -                  | -          | -          | -          | 35     | 1      |
| 2010                     | Odd                      | ES                       | 30         | 2          | CN              | 5               | 0               | -                  | -                  | -                  | -          | -          | -          | 35     | 2      |
| 2011                     | Odd                      | ES                       | 30         | 1          | CN              | 4               | 2               | -                  | -                  | -                  | -          | -          | -          | 34     | 3      |
| 2012                     | Odd                      | ES                       | 30         | 0          | CN              | 4               | 0               | -                  | -                  | -                  | -          | -          | -          | 34     | 0      |
| 2013                     | Odd                      | ES                       | 24         | 0          | CN              | 3               | 0               | -                  | -                  | -                  | -          | -          | -          | 27     | 0      |
| 2014                     | Odd                      | ES                       | 30         | 1          | CN              | 7               | 0               | -                  | -                  | -                  | -          | -          | -          | 37     | 1      |
| 2015                     | Odd                      | ES                       | 29         | 1          | CN              | 4               | 0               | UEL                | 8                  | 2                  | -          | -          | -          | 41     | 3      |
| 2016                     | Odd                      | ES                       | 30         | 1          | CN              | 3               | 0               | UEL                | 4                  | 0                  | -          | -          | -          | 37     | 1      |
| 2017                     | Odd                      | ES                       | 27         | 0          | CN              | 4               | 0               | UEL                | 5                  | 0                  | -          | -          | -          | 36     | 0      |
| Totale Odd               | Totale Odd               | Totale Odd               | 317+4      | 9+0        |                 | 47              | 4               |                    | 17                 | 2                  |            | -          | -          | 382    | 15     |
| Totale                   | Totale                   | Totale                   | 354+4+     | 13+        |                 | 44+             | 4+              |                    | 17                 | 2                  |            | -          | -          | 420+   | 19+    |

### Cronologia presenze e reti in nazionale
| Cronologia completa delle presenze e delle reti in nazionale ― Norvegia | Cronologia completa delle presenze e delle reti in nazionale ― Norvegia | Cronologia completa delle presenze e delle reti in nazionale ― Norvegia | Cronologia completa delle presenze e delle reti in nazionale ― Norvegia | Cronologia completa delle presenze e delle reti in nazionale ― Norvegia | Cronologia completa delle presenze e delle reti in nazionale ― Norvegia | Cronologia completa delle presenze e delle reti in nazionale ― Norvegia | Cronologia completa delle presenze e delle reti in nazionale ― Norvegia |
| Data                                                                    | Città                                                                   | In casa                                                                 | Risultato                                                               | Ospiti                                                                  | Competizione                                                            | Reti                                                                    | Note                                                                    |
| ----------------------------------------------------------------------- | ----------------------------------------------------------------------- | ----------------------------------------------------------------------- | ----------------------------------------------------------------------- | ----------------------------------------------------------------------- | ----------------------------------------------------------------------- | ----------------------------------------------------------------------- | ----------------------------------------------------------------------- |
| 18-1-2012                                                               | Bangkok                                                                 | Thailandia                                                              | 0 – 1                                                                   | Norvegia                                                                | Amichevole                                                              | -                                                                       |                                                                         |
| 21-1-2012                                                               | Bangkok                                                                 | Corea del Sud                                                           | 3 – 0                                                                   | Norvegia                                                                | Amichevole                                                              | -                                                                       |                                                                         |
| 27-8-2014                                                               | Stavanger                                                               | Norvegia                                                                | 0 – 0                                                                   | Emirati Arabi Uniti                                                     | Amichevole                                                              | -                                                                       |                                                                         |
| Totale                                                                  |                                                                         | Presenze                                                                | 3                                                                       |                                                                         | Reti                                                                    | 0                                                                       |                                                                         |

## Palmarès

### Club

#### Competizioni nazionali
- 1. divisjon: 1

Odd: 2008